# ریبینی
ریبینی (به لاتین: Riebiņi) یک روستا در لتونی است که در شهرداری ریبینی واقع شده‌است. ریبینی ۹۵۱ نفر جمعیت دارد.